# Birmensdorf
Birmensdorf (toponimo tedesco) è un comune svizzero di 6 313 abitanti del Canton Zurigo, nel distretto di Dietikon.

## Monumenti e luoghi d'interesse

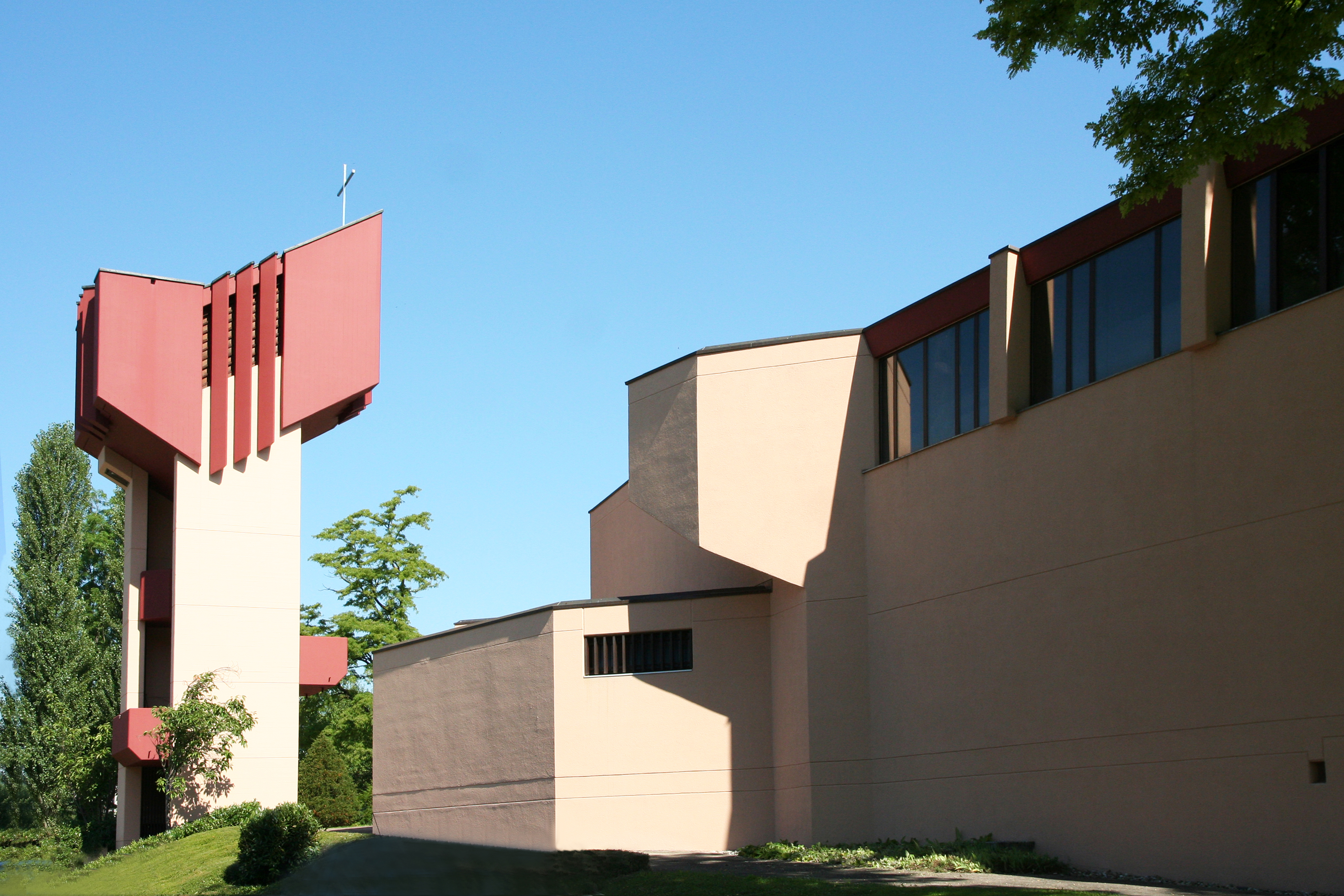
La chiesa cattolica di San Martino

- Chiesa cattolica di San Martino, eretta nel Medioevo e ricostruita nel 1977[1].

## Società

### Evoluzione demografica
L'evoluzione demografica è riportata nella seguente tabella:
Abitanti censiti

## Infrastrutture e trasporti
Birmensdorf è servito dall'omonima stazione sulla ferrovia Zurigo-Zugo.

## Amministrazione
Ogni famiglia originaria del luogo fa parte del cosiddetto comune patriziale e ha la responsabilità della manutenzione di ogni bene ricadente all'interno dei confini del comune.